# Бурхудук
Бурхудук — упразднённый хутор в Ахтубинском районе Астраханской области России. Входил в состав муниципального образования «Село Батаевка». Исключён из учётных данных в 1998 году.

## География
Располагался восточнее железнодорожной линии Урбах — Астрахань Приволжской железной дороги, в 6,5 километров (по прямой) к юго-западу от поселка Зелёный Сад.

## История
В 1939 году значится в составе Болхунского сельсовета Владимировского района; с 1956 года передан в состав Батаевского сельсовета.
Исключён из учётных данных законом Астраханского облсобрания от 27 июля 1999 года № 37/99-ОЗ.